# CFNM

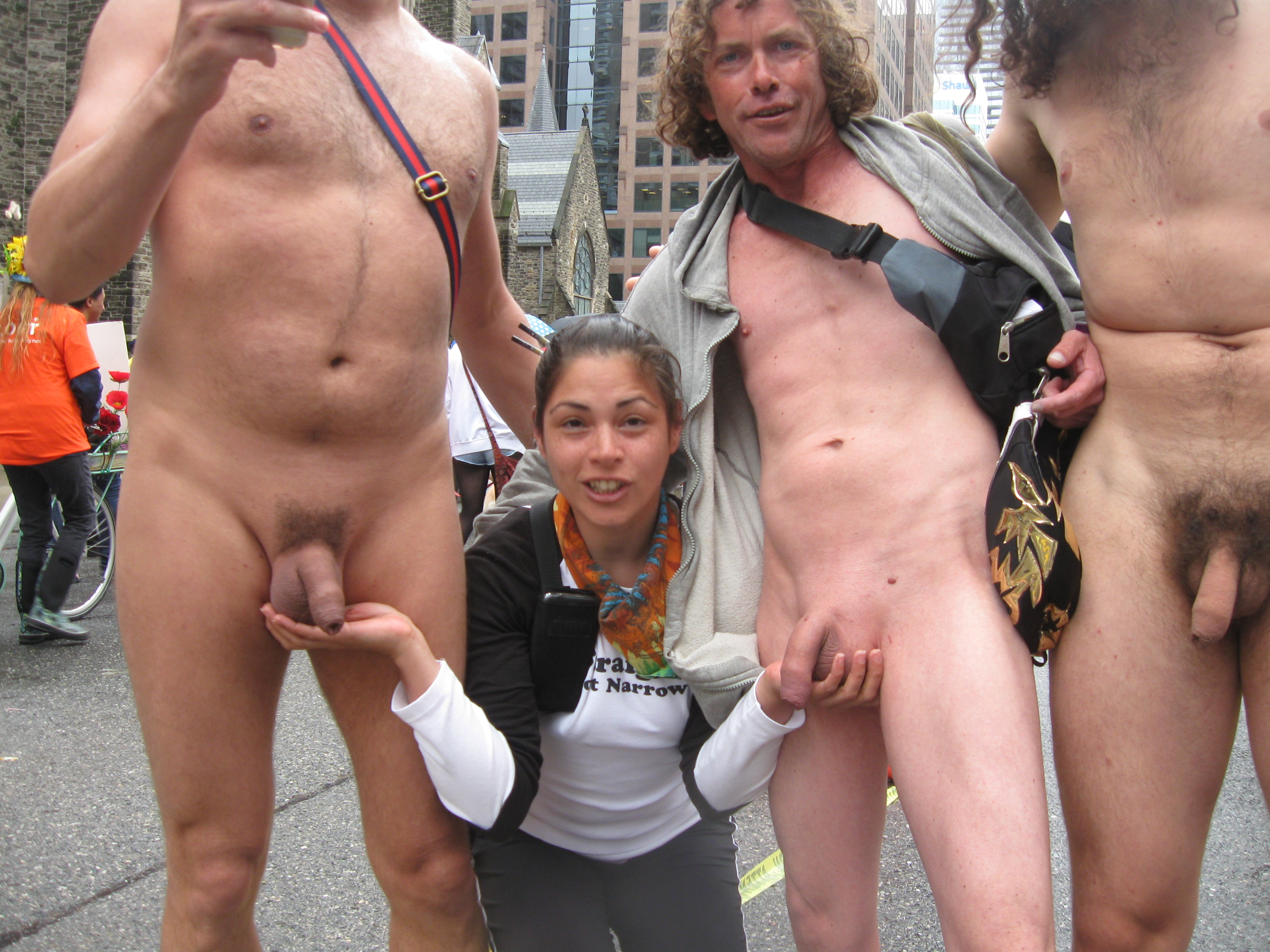
Uma mulher posando em público com três homens nus.

CFNM (do inglês clothed female, naked male; em português significa "mulher vestida, homem nu") são situações ou práticas sexuais onde há a interação de uma ou mais mulheres vestidas com um ou mais homens nus. Essa fantasia sexual pode representar um cenário de exibicionismo ou adoração do corpo. Em muitas interações fetichistas de CFNM, o homem é geralmente objetificado e humilhado, enquanto a mulher assume o papel de dominadora.
O CNFM muitas vezes é associado como uma forma de humilhação erótica, onde a mulher vestida sente prazer ao ter o poder de controlar e dar ordens no homem nu, enquanto o homem nu acha prazeroso o sentimento de vergonha e humilhação diante de uma mulher vestida. Para as pessoas adeptas do CFNM, estar nu e vulnerável, enquanto outra pessoa está completamente vestida e no comando, apenas reforça a dinâmica de troca de poder nas práticas BDSM. Por esse motivo, o CFNM geralmente é usado apenas como uma ferramenta de dominação feminina e submissão masculina durante uma atividade em que o foco está em outra prática fetichista.
Há versões menos populares do CFNM que variam de acordo com o gênero das pessoas envolvidas. CMNF é quando há a interação de um ou mais homens vestidos com uma ou mais mulheres nuas, CFNF é quando há uma ou mais mulheres vestidas interagindo com uma ou mais mulheres nuas, e o CMNM é quando há a interação de um ou mais homens vestidos com um ou mais homens nus.